# Hertogdom Limburg (1061-1795)

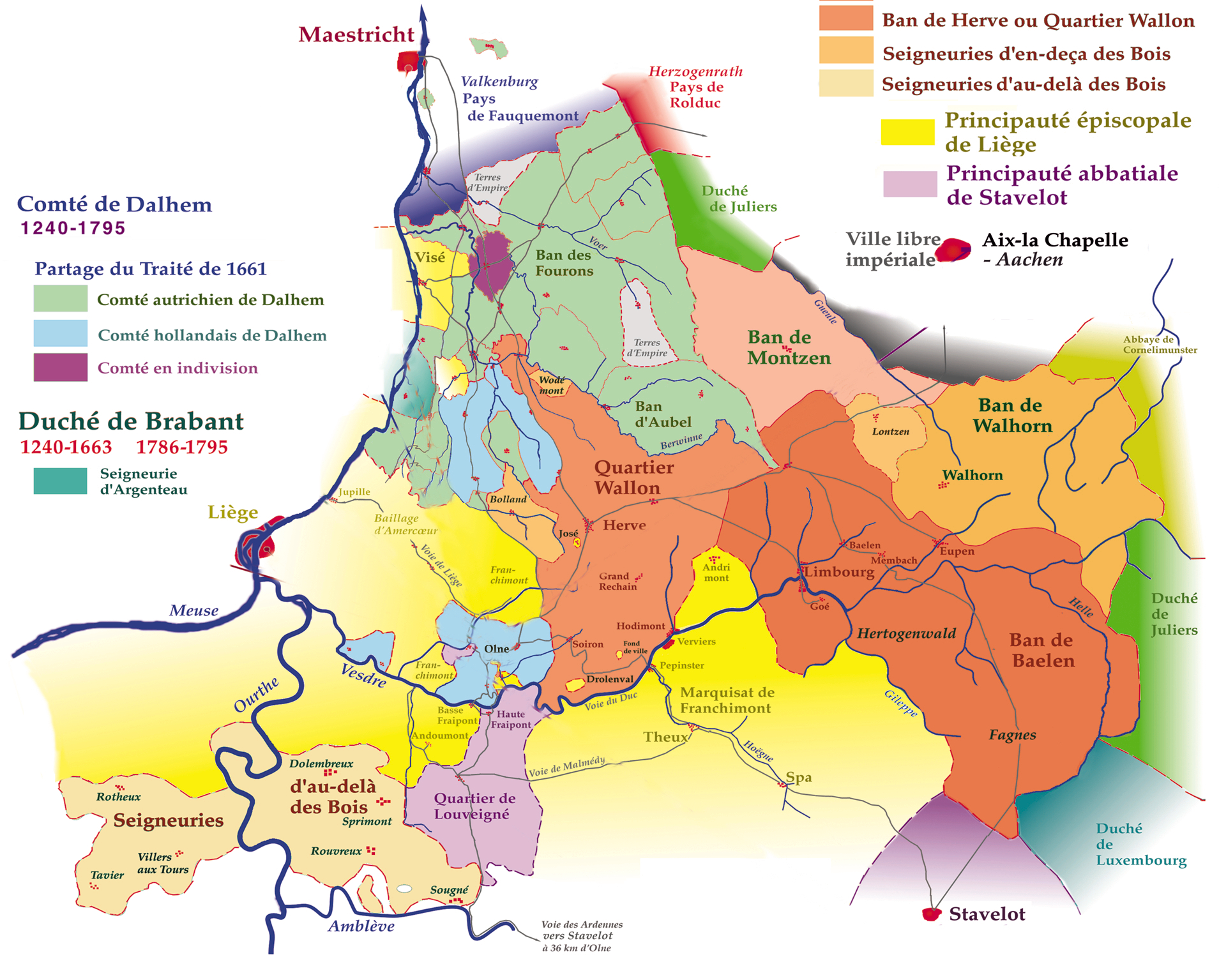
De samenstelling van het oorspronkelijke hertogdom Limburg in vier aaneengesloten kwartieren (in oranje-/roodachtige tinten, rechtsboven) en het separaat gelegen kwartier van Sprimont (camelkleurig, linksonder).
N. B.: De exclaves ten noorden van de Geul (behorende tot de banken Montzen en Walhorn) zijn hier niet in kaart gebracht.

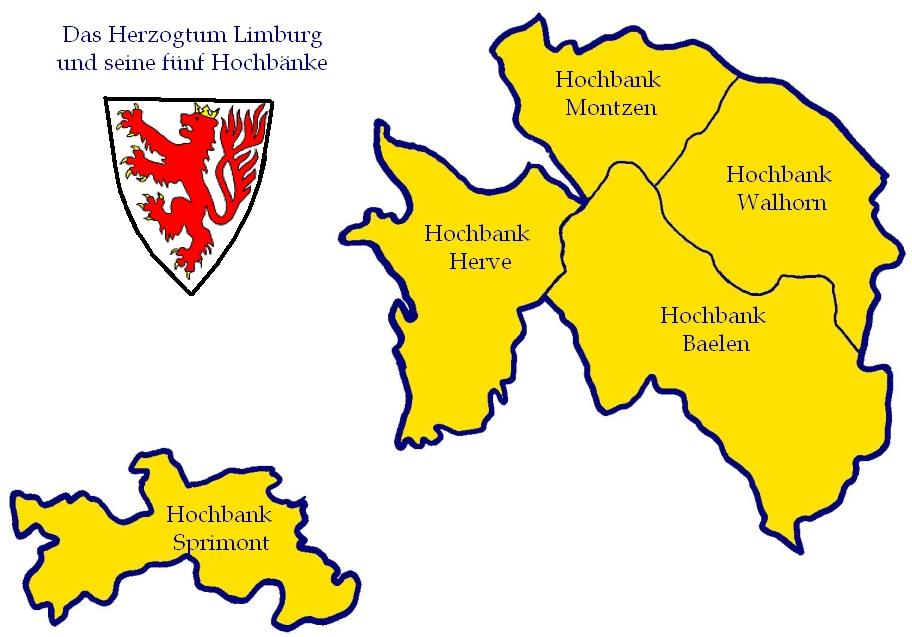
Het oorspronkelijke Hertogdom Limburg

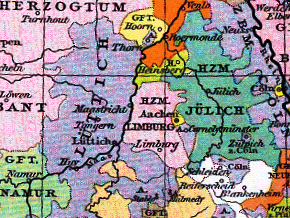
Het hertogdom Limburg na 1347 (in roze, evenals het hertogdom Brabant). Het was in personele unie verbonden met de Landen van Overmaas en het hertogdom Brabant.

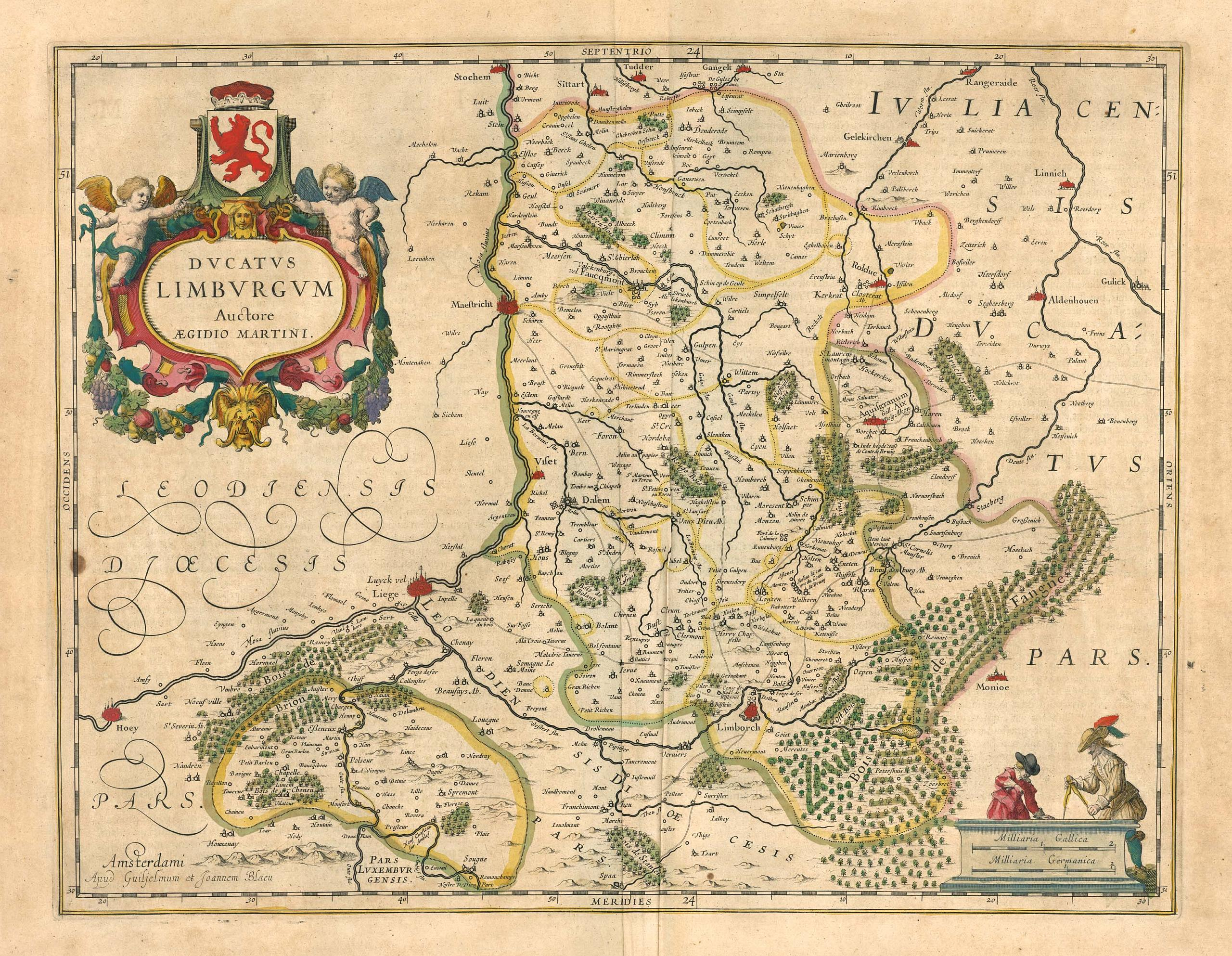
Kaart van het hertogdom Limburg onder de hertog van Brabant, dat bestond uit het oude hertogdom Limburg inclusief het Land van Rode, het Land van Valkenburg en het graafschap Dalhem, (Zuid-Limburg).
Uit:
Willem en Johannes Blaeu: Theatrum Orbis Terrarum, sive Atlas Novus in quo Tabulæ et Descriptiones Omnium Regionum, vier delen, Amsterdam 1645ff.
hier afgebeeld: Germania Inferior,
Aegidius Martinus: Ducatus Limburgum

Het hertogdom Limburg, gelegen in de Nederlanden tussen de rivier de Maas en de stad Aken, was een staatje van het Heilige Roomse Rijk. Het grondgebied dat hiertoe behoorde, valt sedert 1815 voor het overgrote deel onder de provincie Luik, en voor een zeer klein gedeelte onder de Belgische provincie Limburg (alleen het meest oostelijke deel van de gemeente Voeren).
De belangrijkste steden in het hertogdom waren de hoofdstad Limburg en Eupen. Taalkundig gezien lag Limburg in de tweetalige Zuidelijke Nederlanden vlak tegen en net over de grens van het Germaans en het Romaans. Terwijl in de noordelijke en oostelijke districten Limburgse en Ripuarische dialecten werden gesproken, werd het zuidwestelijke deel rond Herve gedomineerd door het Waals.

## Ligging en taal
Het hertogdom Limburg werd grofweg doorsneden door de riviertjes de Vesder en de Geul. Het grensde ten westen en ten zuiden grotendeels aan het graafschap Dalhem en het prinsbisdom Luik. De noordgrens werd gevormd door de vrije rijksheerlijkheden Aken en Wittem, en de schepenbank Vaals in het Land van 's-Hertogenrade. Ten oosten en ten zuiden vormden Cornelimunster, Gulik en het hertogdom Luxemburg de buren. Al in het jaar 1136 raakte het Land van Rode met het hertogdom verbonden.
De volkstaal in het hertogdom Limburg was merendeels Platdiets. Territoriaal vormde het gebied voor het grootste deel een eenheid, alleen de Waalse schepenbank Sprimont lag los van de rest, maar taalkundig niet. Het noordelijke twee derde gedeelte van het oude hertogdom werd gekenmerkt door zijn Platdietse dialect, als overgangsgebied tussen de Oost-Limburgse Landen van Overmaas, het Waalse Ardeens-Luikse gebied (waartoe ook het zuidelijke een-derde deel van het hertogdom behoorde) en het Ripuarische Rijnland. Onder het oorspronkelijk niet-Waalse gebied valt heden ten dage de Platdietse streek rond Baelen, Blieberg en Welkenraedt, maar ook het thans Duitstalige kanton Eupen maakte van oudsher deel uit van het hertogdom Limburg.

## Bestuurlijke indeling
Het bestuurscentrum van het hertogdom vormde het vestingstadje Limburg aan de Vesder. Daarnaast was het hertogdom ingedeeld in vijf hoogbanken of kwartieren.
- De Dietse hoogbanken:

1. Hoogbank Baelen bevatte de schepenbank Baelen, Bilstain, Gulke, Membach, Welkenraedt, de vrijheid van Hendrik-Kapelle en de marktplaats Eupen met Niesdorp (Nispert)
2. Hoogbank Montzen bevatte de schepenbank Montzen, Gemmenich, Homburg met Remersdaal, Kelmis, Moresnet, Teuven en Sippenaeken met Beusdael.
3. Hoogbank Walhorn met Walhorn, Astenet, Meroels (Merols) en Rabotraedt (Rabotrath), Eynatten, Hauset, Hergenraedt (Hergenrath), Kettenis en Raeren met Nieudorp (Neudorf) en Sief.

- De Waalse hoogbanken:

1. Hoogbank Herve (Quartier wallon) met de vrije stad Herve, de schepenbank Herve, de marktplaats Hodimont, de dorpen: Asse, Battice, Chaineux, Charneux, Clermont (Klaerment), Cornesse, Dison, Julémont, Lambermont, Mortroux, Grand-Rechain, Petit-Rechain, Soiron, Thimister, Wegnez, Xhendelesse.
2. Hoogbank Sprimont (Seigneuries d'au-delà des bois) met Sprimont, Esneux, Tavier, Villers-aux-Tours, La Chapelle, La Rimière en Baugnée

- Ten slotte waren er drie - in naam vrije - heerlijkheden die in de praktijk onder Limburgs bestuur stonden. Te weten de twee Seigneuries d'en-deçà des bois Lontzen en Wodémont en de heerlijkheid Bolland.
- Daarnaast bezat het hertogdom Limburg de (hoofd)voogdij van het abdijvorstendom Burtscheid (tegenwoordig stadsdeel van Aken) en maakte dit gebied de facto deel uit van het hertogdom Limburg.

## Geschiedenis

### Limburg tot 1288
Het graafschap, vanaf 1101 hertogdom Limburg, ontstond bij het uiteenvallen van het hertogdom Neder-Lotharingen in de 10e en 11e eeuw. Het omvatte voornamelijk het land van Eupen. De eerste bekende heer was Frederik van Luxemburg (†1065). Hij bouwde de burcht Limburg op een uitstekende rotspunt boven de rivier de Vesder. Zijn schoonzoon graaf Udo van Limburg, (1064-1078) bouwde de burcht Limburg uit tot een territoriale landsheerlijkheid, en werd daarmee de feitelijke stichter van de Limburgse dynastie. Aan diens zoon Hendrik I werd op kerstdag 1101 door keizer Hendrik IV de titel van 'hertog van Neder-Lotharingen' verleend, waardoor Limburg een hertogdom werd.
De hertogen van Limburg oefenden grote invloed uit in het Duitse Rijk, vooral bij de Investituurstrijd, waarbij Hendrik I een grote rol speelde. De Limburgse hertogen bezaten verschillende leengoederen in aangrenzende landen. Limburgse lenen waren onder andere te vinden in Monschau, Bütgenbach, Sittard en Heerlen. Reeds in 1155 wordt het Land van 's-Hertogenrade met het hertogdom Limburg verbonden in een personele unie, hetgeen in de naam 's-Hertogenrade tot uitdrukking komt.
Na het huwelijk van Walram III van Limburg met zijn tweede echtgenote Ermesinde werd deze in 1214 graaf van Luxemburg. In 1221 werd hij hertog van Limburg in opvolging van zijn vader. Hij overleed vijf jaar later en werd bijgezet in de abdij van Rolduc die in 1104 gesticht was in het land van 's-Hertogenrade.
Na de dood van Walram III in 1226 kwamen Aarlen en Luxemburg aan zijn jongste zoon, Hendrik V van Luxemburg. Zijn oudste zoon Hendrik IV erfde Limburg en 's-Hertogenrade.

### Limburgse successieoorlog
In 1283 stierf Ermingard of Irmgard, erfdochter van Limburg, gehuwd met Reinald van Gelre. Haar vader, laatste hertog van Limburg Walram IV had geen zonen. Met toestemming van de Duitse koning Rudolf van Habsburg nam de weduwnaar Reinald bezit van het hertogdom Limburg, maar vond daarbij een tegenstander in Adolf van Berg, zoon van de broer van Walram IV. Deze rivaal droeg zijn rechten over op de hertog van Brabant, terwijl Luxemburg de rechten van Reinald van Gelre verwierf. Het erop volgende geschil leidde tot een reeks gevechten; de strijd werd beslist in de Slag bij Woeringen op 5 juni 1288. Hertog Jan I van Brabant overwon roemrijk en bemachtigde het hertogdom Limburg.

### Politieke ontwikkelingen onder Brabant

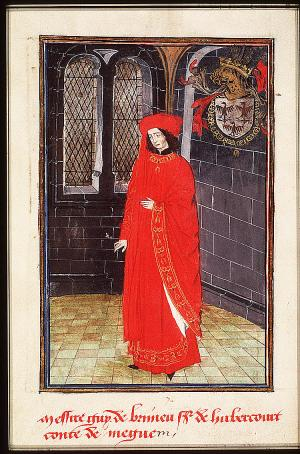
Gwijde van Brimeu werd in 1473 stadhouder van Limburg, Overmaas en Maastricht onder de Bourgondiërs

Sinds 1288 stond het gebied dus onder Brabantse controle. Limburg werd echter niet volledig geannexeerd, maar behield zijn zelfstandigheid in een personele unie, die vervolgens in Bourgondische handen overging. Enkele Brabantse gebieden zoals de heerlijkheden ten westen van de Ourthe en de hoogbank Montzen kwamen onder direct Limburgs bestuur. In 1400 gingen Millen, Waldfeucht en Gangelt over naar het Hertogdom Gulik.
Na de dood van hertogin Johanna van Brabant in 1406 komen de verenigde hertogdommen van Brabant en Limburg onder Bourgondisch gezag. In unie verbonden met Brabant komt Limburg later onder Spaans- en Oostenrijks-Habsburgs gezag. Via de Spaanse Nederlanden gaat het over op de Oostenrijkse Nederlanden en wordt uiteindelijk bij de komst van de Fransen in september 1794 ingelijfd en als politieke eenheid opgeheven.

#### Het hertogdom Limburg en de landen van Overmaas
Vanwege de steeds sterkere centralisatiepolitiek in het Brabantse bestuurscentrum Brussel worden grote delen van het Brabantse gebied in de zestiende eeuw gecentraliseerd. Het hertogdom Limburg blijft staatkundig onveranderd, maar gaat in een nieuw politiek verband functioneren met de zogenaamde landen van Overmaas. Deze landjes vormden zelfstandige landsheerlijkheden die in de loop van de dertiende en veertiende eeuw onder Brabants bestuur waren gekomen. Het graafschap Dalhem was als eerste reeds in 1244 door Brabant verworven. Het land van 's-Hertogenrade, dat als enige Overmaasse landje in personele unie met het hertogdom Limburg verbonden was, kwam na de slag van Woeringen in 1288 gezamenlijk met Limburg aan Brabant. Pas in 1347 werd het tot dan toe zelfstandige land van Valkenburg door Brabant verkregen.
De drie gebieden van het graafschap Dalhem, het land van Rode en het land van Valkenburg werden vanuit het Brabantse bestuurscentrum Brussel aangeduid als de Landen van Overmaas, aangezien ze vanuit Brussel aan de overzijde van de Maas gelegen waren.
Tezamen met de landen van Overmaas zonden de vertegenwoordigers van Limburg hun afgezanten naar de Staten-Generaal in Brussel, na 1473 traden ze samen op als Staten van Limburg en de Landen van Overmaas. In hetzelfde jaar 1473 werd de Raadkamer van Bourgondië in Maastricht opgericht in een poging om het versplinterde bestuur en de rechtspraak in het midden-Maasgebied te centraliseren. Tegen het instituut bestond veel weerstand en na de dood van Karel de Stoute en de terechtstelling van zijn stadhouder Gwijde van Brimeu (beiden 1433-1477) keerde alles naar het oude terug.

#### Terminologie

Hertogdom Limburg als onderdeel van de Oostenrijkse Nederlanden

Vaak wordt het oude hertogdom Limburg in één adem met de Landen van Overmaas genoemd. Dit komt doordat zowel het hertogdom als de landen van Overmaas lange tijd in een personele unie verenigd waren met het hertogdom Brabant. Daaruit kwam een gezamenlijke afvaardiging voort in de Staten-Generaal van de Nederlanden. Territoriaal en staatkundig mogen de Landen van Overmaas echter niet verward worden met het oude hertogdom Limburg. De territoriale scheiding van beide gebieden werd in later eeuwen ook weer sterker. De staatkundige onafhankelijkheid van enerzijds Limburg en anderzijds de Landen van Overmaas wordt verduidelijkt bij het Partagetraktaat uit 1661. Daarbij kregen de Staten-Generaal van de Republiek met hun claim op een deel van het Overmaasse territorium de helft van de landjes Dalhem, 's-Hertogenrade en Valkenburg toegewezen. Het hertogdom Limburg bleef buiten schot, aangezien het territoriaal niet aan Overmaas verbonden was.
De landen van Overmaas traden in de 17e en 18e eeuw particularistisch op, waarbij zij zelfstandig besluiten namen in hun eigen Statenvergaderingen of in hun contacten met het Brabants regeringscentrum te Brussel. Na het Partagetraktaat raakte de Staatse helft niet meer op Brussel, maar op Den Haag georiënteerd. Vanuit Den Haag werden deze gebieden altijd aangeduid (in samenhang met de oude Brabantse term Overmaze) met de term Staats-Overmaas (en niet, in tegenstelling tot wat wel beweerd wordt, 'Staats-Limburg', een verzonnen, politiek incorrecte, term die dateert uit de negentiende eeuw).
De zestiende- en zeventiende-eeuwse term Staten van Limburg en Overmaas dekt dus niet de staatkundige, maar slechts de politieke samenwerking van de Maasregio, waarmee zij vertegenwoordigd was in het Brabantse Brussel. De samenwerking was kenmerkend voor de sterke staatkundige versnippering van het Maasdal en zij kwam ook voort uit de oorlogssituaties waarin dat Maasdal zich bevond gedurende de zestiende tot en met de achttiende eeuw. In het militaire landschap vormde Limburg aan de Vesder een belangrijke vestingstad. Voor het onderhoud van dit bolwerk werden in de loop der tijd grote omliggende gebieden aangeslagen voor extra bijdragen, wat wijst op de interregionale uitstraling van het stadje Limburg. Deze positie van de vesting Limburg binnen het samenwerkingsverband Limburg-Overmaas heeft mogelijk ook te maken met het feit, dat zowel Limburg als de Landen van Overmaas staatkundig niet verbonden waren met de Brabantse rijksstad Maastricht. Het bestuur van deze internationaal belangrijke vesting heeft meerdere malen geprobeerd om Limburg en Overmaas te laten bijdragen in de onderhoudskosten van vestingwerken. Aangezien Limburg en Overmaas aangaven nooit door de vestingstad Maastricht beschermd te zijn geweest, noch enige staatkundige of politieke verbanden te hebben, weigerden zij elke bijdrage.

### Franse departementen
In de Franse tijd wordt het hertogdom opgeheven en opgenomen in het departement Ourthe.

### Nederlandse provincie en naamsverandering
In 1815 wordt het voormalige hertogdom Limburg onderdeel van het Verenigd Koninkrijk der Nederlanden. Opmerkelijk is dat de Nederlandse koning inzake het oude hertogdom precies de geheel onhistorische Franse departementsindeling heeft gevolgd. Bijgevolg werd het oude Limburg (als onderdeel van het departement Ourthe) nu Luiks territorium. Koning Willem I hechtte er daarentegen aan - grotendeels uit eigenbelang om de titel Hertog van Limburg te kunnen voeren - dat de oude naam Limburg niet verloren ging. Daarom werd deze naam nu toegekend aan het voormalige Franse departement Nedermaas, dat - met delen van het voormalige Roerdepartement - de nieuwe provincie Limburg vormde. Van deze nieuwe provincie hebben alleen de landen van Overmaas een verbinding met het oude hertogdom Limburg. Zodoende is de geografische term Limburg dus op oneigenlijke wijze verschoven naar het noorden. Nu ging ze ineens gebruikt worden voor gebieden die voorheen tot Loon, Landen van Overmaas, Gulik, Kleef of Gelre behoorden.
Het oude hertogdom Limburg degenereerde zo tot restgebied. Alleen de oude naam was in ere gehouden. Hiermee werd tevens het sein tot verdere verfransing van het oorspronkelijke Limburg gegeven, dat nu lag ingebed in de Franssprekende omgeving van de (Zuid-)Nederlandse provincie Luik.

### Curiositeit als gevolg van de taalstrijd
Opmerkelijk is de geschiedenis van het dorp Teuven en het daaraan onderhorige dorp Remersdaal met de buurtschap Opsinnich. Deze dorpen behoorden van oudsher tot de Dietstalige Limburgse schepenbank Montzen. Na 1815 werden ze onderdeel van de overwegend Franstalige provincie Luik. De Belgische taalpolitiek uit de jaren 60 van de twintigste eeuw leidde er uiteindelijk toe, dat Teuven op 1 september 1963 werd overgeheveld van de nu nog meer Franstalige provincie Luik naar de Nederlandstalige provincie Limburg. Teuven werd toegevoegd aan de van oorsprong Limburgssprekende Voerstreek, dat verder in hoofdzaak uit dorpen bestond van het oude Overmaasse graafschap Dalhem. Daarmee vormt heden ten dage nu precies dit niet-Overmaasse Teuven (inclusief Remersdaal en Opsinnich) het enige officieel Limburgstalige overblijfsel van het oude hertogdom Limburg: het is het enige thans ook 'Limburgs' geheten gebiedsdeel dat met historisch recht die naam mag dragen.